# Nation of Language
Nation of Language is een Amerikaanse indiepopgroep uit Brooklyn. De groep werd opgericht in 2016 en bestaat uit Ian Richard Devaney (zang, gitaar, synthesizer, percussie), Aidan Noell (synthesizer, achtergrondzang) en Alex MacKay (basgitaar). Tot 2022 was Michael Sue-Poi de bassist van de groep.

## Achtergrond
Devaney en Sue-Poi waren leden van the Static Jacks, een groep die ze hadden opgericht op de middelbare school. De groep had een platencontract en leek op weg naar een doorbraak, maar na de release van hun tweede album in 2013 was ze nog maar weinig actief. Op zoek naar een nieuw muzikaal project en geïnspireerd door het nummer "Electricity" van Orchestral Manoeuvres in the Dark begon Devaney te experimenteren met zijn synthesizer. In 2016 richtte hij Nation of Language op, samen met Sue-Poi en Noell, zijn vriendin.
Tussen 2016 en 2019 brachten ze een aantal singles uit, alvorens in 2020 hun debuutalbum Introduction, Presence uit te brengen. Tijdens de coronapandemie wist de band zo enig nieuw publiek te bereiken. In november 2021 kwam hun tweede album, A Way Forward, uit. Het album, onder andere geïnspireerd door krautrock, Kraftwerk en vroege synthesizermuziek, werd positief onthaald.
In januari 2022 maakte de band een geslaagd televisieoptreden tijdens The Late Show with Stephen Colbert, waar ze de single "Across That Fine Line" speelde. Later dat jaar verving Alex Mackay Sue-Poi als bassist. In september 2023 kwam hun derde album uit, A Strange Disciple. Dat album claimde de toppositie in Rough Trade Records' top 100 albums van 2023.

## Discografie

### Albums
- Introduction, Presence (2020)
- A Way Forward (2022)
- A Strange Disciple (2023)